# Kanton Saint-Jean-Pied-de-Port
Saint-Jean-Pied-de-Port is een voormalig kanton van het Franse departement Pyrénées-Atlantiques. Het kanton maakte deel uit van het arrondissement Bayonne. Het werd opgeheven bij decreet van 25 februari 2014, met uitwerking op 22 maart 2015. Alle 19 gemeenten werden opgenomen in het nieuw gevormde kanton Montagne Basque.

## Gemeenten

Ligging van gemeenten in het kanton

Het kanton Saint-Jean-Pied-de-Port omvatte de volgende gemeenten:
- Ahaxe-Alciette-Bascassan
- Aincille
- Ainhice-Mongelos
- Arnéguy
- Béhorléguy
- Bussunarits-Sarrasquette
- Bustince-Iriberry
- Caro
- Estérençuby
- Gamarthe
- Ispoure
- Jaxu
- Lacarre
- Lecumberry
- Mendive
- Saint-Jean-le-Vieux
- Saint-Jean-Pied-de-Port (hoofdplaats)
- Saint-Michel
- Uhart-Cize